# ラズロ・ラベル
ラズロ・ラベル（Laszlo Rabel, 1937年9月21日 - 1968年11月13日）は、アメリカの軍人。アメリカ陸軍の兵士としてベトナム戦争に従軍した。最終階級は二等軍曹。名誉勲章受章者。

## 経歴
1937年、ハンガリー王国・ブダペストに生まれる。1956年のハンガリー動乱の折にアメリカに移住した。1965年、ミネソタ州ミネアポリスにてアメリカ陸軍に入隊し、1968年11月13日に二等軍曹として第173空挺旅団第74歩兵支隊（長距離パトロール隊）に配属される。同日、ベトナム共和国ビンディン省における戦闘の最中、彼は敵の投擲した手榴弾に覆いかぶさり、自らの命と引き換えに戦友の命を救った。
戦死後、ラベルはアーリントン国立墓地に埋葬された。

## 名誉勲章勲記
ラベルに授与された名誉勲章の勲記には、次のように記されている。